# Синяя Борода
Си́няя Борода́ (фр. La Barbe bleue) — французская народная сказка, легенда о коварном муже, литературно обработана и записана Шарлем Перро и впервые опубликована им в книге «Сказки моей матушки Гусыни, или Истории и сказки былых времён с поучениями» в 1697 году. Прототипом персонажа мог послужить французский барон и маршал Жиль де Рэ, казнённый по обвинению в многочисленных убийствах.
По классификации Аарне — Томпсона этот сюжет имеет номер 312.
Сказка послужила основой для ряда театральных версий. Наиболее известные — одноимённая оперетта Жака Оффенбаха и опера Белы Бартока «Замок герцога Синяя Борода» (в драматической переработке Белы Балажа). В обоих случаях сюжет сильно изменён: в оперетте — в ироническом ключе, а в опере — в философски-мистическом.

## Сюжет
Богатого аристократа по прозвищу Синяя Борода боятся женщины: во-первых, из-за синего цвета бороды, за который он и получил такое прозвище, во-вторых, из-за того, что судьба семи его бывших жён остаётся неизвестной. Он сватается к одной из дочерей соседки, благородной дамы, предлагая матери самой решить, какую из дочерей выдать замуж. В страхе перед ним ни одна из девушек не решается выйти за него. В итоге, завоевав сердце младшей дочери, господин играет с ней свадьбу, и она переезжает к нему в замок.
Вскоре после свадьбы господин, собираясь уехать по делам, отдаёт жене ключи от всех комнат, в том числе от таинственной каморки внизу, под угрозой смерти запретив входить туда. В отсутствие супруга молодая жена не выдерживает, открывает дверь и обнаруживает там лужу крови и тела всех пропавших жён Синей Бороды. В ужасе она роняет ключ в лужу крови и, придя в себя, пытается оттереть кровь. Но поскольку этот ключ волшебный, у неё ничего не получается.
Неожиданно Синяя Борода возвращается раньше времени и по волнению супруги догадывается, что она нарушила запрет. Увидев кровавое пятно на ключе, он выносит жене смертный приговор. Она просит у него разрешения перед смертью попрощаться с сестрой, но на самом деле пытается выиграть время, чтобы успели приехать её братья (сестру она просит поторопить их). У Синей Бороды кончается терпение, он хватает жену, но в этот момент её братья приезжают и убивают его.

### Варианты сюжета
Английский сюжет сказки слегка отличается от французского.
Там Синяя Борода просто похищает случайно встретившуюся ему по дороге красивую девушку и насильно делает её своей женой.
Все слуги в замке Синей Бороды — продажны, кроме одной прекрасной пастушки, с которой молодая хозяйка сдружилась.
Синяя Борода уезжает, оставляя жене ключи, и запрещает открывать единственную каморку. Хозяйка и пастушка за неделю до возвращения Синей Бороды в замок из любопытства открывают каморку и видят трупы женщин, которые висят на семи крюках, восьмой крюк свободен. В ужасе молодая женщина выпускает из рук ключ, он падает и оказывается замаран в крови. Девушки пытаются оттереть кровь, но чем больше моют, тем ярче становится пятно, и его никогда не стереть с волшебного ключа.
Поняв, что госпоже не избежать наказания, пастушка посылает говорящую сойку со страшной вестью братьям своей госпожи.
Синяя Борода возвращается и точит нож, чтобы убить непослушную жену. Пастушка напряжённо смотрит с башни, не едут ли братья хозяйки. В последний момент братья всё же успевают. Происходит битва: два брата сражаются с Синей Бородой, и его зловещими тремя псами-догами, большими и сильными, как быки, целый час. Однако братьям удаётся победить и убить их. Они увозят домой сестру и юную пастушку, на которой младший брат с благословения родителей женится. И пастушка получает в свадебное приданое замок Синей Бороды.

## Происхождение сюжета
Существуют две традиционные версии происхождения персонажа Синей Бороды, и обе они восходят к печально известным личностям из Бретани.
Согласно первой, прототипом легенды послужил Жиль де Рэ, живший в XV веке и казнённый по обвинению в убийстве нескольких своих жён и ритуальных убийствах от 80 до 200 мальчиков с целью вызова демонов. Данные обвинения, скорее всего, были сфальсифицированы. Так, жена у него была только одна, а в народе после его ареста и смерти ходила сказка, что дьявол выкрасил его русую бороду в синий цвет за то, что тот убил шесть своих жён, а археологи, при обследовании его замка, не нашли никаких останков, свидетельствующих о массовых убийствах и захоронениях. Возможно, барона оговорили по заказу короля Карла VII, бывшего другом де Рэ, а впоследствии — его врагом. В 1992 году французские учёные добились исторической справедливости — организовали новый «посмертный суд» в сенате Французской Республики. Тщательно изучив документы из архивов инквизиции, трибунал из нескольких парламентариев, политиков и историков-экспертов полностью оправдал маршала де Рэ.
Согласно второй версии, легенда связана с правителем Думнонии (юг Британии, современная Бретань) Кономором Проклятым, чья жена Трифина обнаружила секретную комнату в его замке, где находились трупы всех трёх его бывших жён. Духи сообщили ей, что они были убиты во время беременности. Забеременев, Трифина сбегает, но Кономор ловит её и обезглавливает.
Косвенное влияние на формирование сюжета также оказала судьба двух жён короля Генриха VIII, Анны Болейн и Екатерины Говард, казненных по приказу своего супруга за супружескую и государственную измену. В некоторых иллюстрациях и экранизациях сказки визуальный образ Синей Бороды очень сильно перекликается с внешностью и костюмом Генриха VIII.

## Русский перевод
На русский язык сказка была переведена И. С. Тургеневым и впервые опубликована в книге «Волшебные сказки Перро» в 1866 году.

## Экранизации
- Немой короткометражный фильм-сказка Жоржа Мельеса «Синяя борода» (фр. Barbe-bleue) 1901 года — первая экранизация романа. В главной роли сам Жорж Мельес.
- «Восьмая жена Синей Бороды» (1938) — романтическая комедия Эрнста Любича с Гэри Купером в главной роли.
- Французский детектив «Синяя Борода» (1944), основанный на «деле Ландрю». Об этом же были сняты французская «Синяя борода» (1963) и английская «Bluebeards Ten Honeymoons» (1960)
- В 1951 году вышел фильм «Синяя Борода».
- В 1972 году вышел фильм «Синяя Борода» с Ричардом Бёртоном в главной роли. Музыку к фильму написал Эннио Морриконе.
- В 1973 году Вальтер Фельзенштейн снял на студии DEFA фильм «Ritter Blaubart», в основе которого лежит его собственная постановка оперетты Жака Оффенбаха в Комише опер 10-летней давности.
- В советском мультфильме «Очень синяя борода» все жёны сами доводили Синюю Бороду до того, что он расправлялся с ними. Главного героя озвучил Михаил Боярский.
- Шестнадцатый эпизод первого сезона японского аниме-сериала Сказки братьев Гримм, является почти дословной экранизацией сказки.
- В 1996 году мультфильм «Последняя жена синей бороды», Украина-Франция.
- В 2002 году вышел комикс «Fables», где Синяя Борода один из главных героев.
- В 2008 году был выпущен российский фильм «Синяя борода», в котором, в частности, снялся Дмитрий Исаев.
- В 2009 году был выпущен французский фильм «Синяя борода», в главной роли Доминик Томас.
- В 2012 году на канале «НТВ» вышла 218 серия документального проекта «Следствие вели…» («Охотник на невест»), в которой Леонид Каневский рассказывал о маньяке Артёме Фомине, убившем трёх девушек, которые хотели выйти замуж. Маньяк оставлял между губ жертв синюю нить, символизируя Синюю Бороду.
- В 2013 году на основе комикса «Fables» была выпущена компьютерная игра «The Wolf Among Us», в которой Синяя Борода является одним из главных персонажей.
- В 2014 году вышел одноимённый российский мультфильм.
- Четвёртый эпизод первого сезона телесериала Гримм открывается цитатой: «Здесь она остановилась, размышляя… но соблазн был настолько велик, что она не смогла его преодолеть», что является отсылкой к оригинальной сказке. Данная серия является иной интерпретацией сказки.
- В анимационном сериале Fate/Zero Синяя борода (Жиль де-Рэ) был призван в качестве слуги класса «Кастер». Его Мастер — Урю Рюуноскэ, серийный убийца, который случайно произвёл ритуал призыва, использовав кровь убитой им семьи.
- В фильме «Багровый пик» герой Тома Хиддлстона женился на богатых одиноких девушках, которых убивала его сестра, в исполнении Джессики Честейн.
- В дораме «Силачка До Бон Сун», встречается Синяя борода, точнее маньяк, который пытается подражать ему.
- В дораме «Псих, но всё в порядке». Одна из серий называется «Легенда о синей бороде».